# Plume au vent
Pour plus de détails, voir Fiche technique et Distribution.
Plume au vent (Pluma al viento) est un film franco-espagnol réalisé par Louis Cuny et Ramón Torrado, sorti en 1953.

## Fiche technique
- Titre : Plume au vent
- Titre original : Pluma al viento
- Réalisation : Louis Cuny, Ramón Torrado
- Assistant réalisateur : Jack Pinoteau
- Scénario : Louis Cuny, Guy Decomble, René Wheeler, d'après l'opérette de Jean Nohain et Claude Pingault
- Dialogues : Michel Duran
- Photographie : Michel Kelber
- Musique : Claude Pingault
- Pays de production :  France,  Espagne
- Sociétés de production : Cocinor - Celia Films - Suevia Films
- Format : Noir et blanc - Mono
- Genre : Comédie musicale
- Durée : 85 minutes
- Date de sortie : 6 février 1953

## Distribution
- Georges Guétary
- Carmen Sevilla
- Jean Gaven
- Nicole Francis
- Jacqueline Pierreux